# Sângeorgiu de Meseș, Sălaj
Sângeorgiu de Meseș este un sat în comuna Buciumi din județul Sălaj, Transilvania, România.